# Puelia schumanniana
Puelia schumanniana är en gräsart som beskrevs av Pilg.. Puelia schumanniana ingår i släktet Puelia och familjen gräs. Inga underarter finns listade i Catalogue of Life.